# 早田站
早田站（日语：／ Sōden eki */?）是位於岐阜縣岐阜市山吹町，名古屋鐵道岐阜市內線（忠節支線）的電車站（廢站）。
此條目將同時記述於此站附近的忠節橋駅（日语：／）。而在此站啟用當初，也曾經名為忠節橋站。

## 歷史
關於從早田起延伸的鐵路線計劃，最初是由名鐵揖斐線的前身岐北輕便鐵道開始。在1912年（明治45年），該鐵路公司取得早田至北方之間的鐵路建設許可。在1914年（大正2年），忠節站至北方之間的鐵路開通。後來，岐北輕便鐵道合併至岐阜市內線的前身鐵路公司美濃電氣軌道，使兩條路線都是由美濃電氣軌道營運。兩線最初還未連接在一起。在1925年（大正14年），市內線從千手堂站延伸至忠節橋的南邊。當時該延伸區間的終點站是忠節橋站（距離岐阜站前站2.9 公里）。忠節橋站與忠節站可步行轉乘（步行越過忠節橋）。
在戰後的1948年（昭和23年），忠節橋重建。重建後，岐阜市內線延伸至橋的另一邊（延長0.3公里）。同時忠節橋站遷移至橋的另一邊，開設新的站房。該遷移後的忠節橋站（第2代）是早田站的前身（在1954年改名為早田站）。在1953年，岐阜市內線從忠節橋站（第2代）延伸至忠節站，以便連接揖斐線。
在1954年，當此站改名為早田站後，一度沒有忠節橋站。而在1955年（昭和30年），距離岐阜站前站起點3.1 公里再次開設忠節橋站。但是該忠節橋站（第三代）很快便於1968年（昭和43年）廢除，從此只剩下早田站。而在2005年（平成17年），岐阜市內線全線廢除，此站也被廢除。
- 1925年（大正14年）12月11日 - 美濃電氣軌道市內線千手堂站至忠節橋站之間開通，忠節橋站（第一代）啟用[1]。
- 1930年（昭和5年）8月20日 - 美濃電氣軌道與名古屋鐵道（第一代。同年中改名為名岐鐵道，在1935年起再改名為名古屋鐵道）合併。成為名古屋鐵道的電車站[1][5]。
- 1946年（昭和21年）4月30日 - 因空襲而燒毀的忠節橋站站房修復完成[1]。
- 1948年（昭和23年）8月1日 - 隨著忠節橋重建，忠節橋站遷移，忠節橋站（第二代）啟用[1]。第一代忠節橋站廢除[3]。
- 1953年（昭和28年）7月1日 - 岐阜市內線忠節橋站（第二代）至忠節站之間開通[5]。
- 1954年（昭和29年）12月21日 - 第二代忠節橋站遷移並改名為早田站[1]。
- 1955年（昭和30年）
  - 4月5日 - 早田站遷移[1]。
  - 9月18日 - 忠節橋站重開（第三代）[1]。
- 1968年（昭和43年）4月15日 - 第三代忠節橋站廢除[1]。
- 2005年（平成17年）4月1日 - 岐阜市內線與美濃町線全線廢除，此站也被廢除[3]。

## 電車站構造
截至電車站廢除前，此站是地面車站，設有2面2線的相對式月台。乘車處是位於道路上，沒有安全地帶，只有被稱為「Green Belt」的路面範圍（在該處路面會塗上綠色塗裝）。

### 配線圖
| ← 忠節方向      | 早田站 站內配線略圖 | → 千手堂方向 |
| 图例 参考文献： |                     |              |

## 車站周邊
- 長良川
- 忠節橋（日语：忠節橋）
- 岐阜乗合自動車岐阜乘合自動車（日语：岐阜乗合自動車岐阜乘合自動車）（岐阜巴士）「忠節橋」巴士站

## 相鄰電車站
名古屋鐵道
■岐阜市內線
西野町－早田－忠節

## 注腳
1. 1 2 3 4 5 6 7 8 9 10 11 12  . 鄉土出版社. 1997: 218–230. ISBN 4-87670-097-4 （日语）.
2. ↑  . 鄉土出版社. 1997: 20–22. ISBN 4-87670-097-4 （日语）.
3. 1 2 3 4 5  今尾惠介（監修）.  7 東海. 新潮社. 2008: 52. ISBN 978-4-10-790025-8 （日语）.
4. 1 2 3  川島令三. . 名古屋北部・岐阜篇 1. 草思社. 1997: 124–126. ISBN 4-7942-0796-4 （日语）.
5. 1 2  名古屋鉄道広報宣伝部（編）. . 名古屋鉄道. 1994: 745 （日语）.
6. ↑  電氣車研究會，《鐵道畫刊》通卷第473號 1986年12月 臨時增刊号 「特集 - 名古屋鐵道」，附圖「名古屋鐵道路線略圖」